# Lista de recordes e estatísticas do Vitória Sport Clube
Esta é uma lista completa dos Recordes e Estatísticas do Vitória Sport Clube. Inclui ainda as prestações por temporada nas Competições Nacionais e Internacionais.

## Estatísticas

### Estatísticas por Competição
| Competições Nacionais      | Competições Nacionais               | Competições Nacionais | Competições Nacionais | Competições Nacionais | Competições Nacionais | Competições Nacionais | Competições Nacionais | Competições Nacionais | Competições Nacionais |
| Competição                 | Competição                          | Participações         | Partidas              | Vitórias              | Empates               | Derrotas              | Golos Marcados        | Golos Sofridos        | Melhor Posição        |
| -------------------------- | ----------------------------------- | --------------------- | --------------------- | --------------------- | --------------------- | --------------------- | --------------------- | --------------------- | --------------------- |
|                            | Primeira Liga                       | 79                    | 2358                  | 923                   | 557                   | 878                   | 3309                  | 3296                  | 3º Lugar              |
|                            | Taça de Portugal                    | 80                    | 291                   | 167                   | 28                    | 96                    | 630                   | 405                   | Vencedor              |
|                            | Taça da Liga                        | 17                    | 48                    | 14                    | 15                    | 19                    | 56                    | 61                    | 1/2 Final             |
|                            | Supertaça Cândido de Oliveira       | 4                     | 5                     | 1                     | 1                     | 3                     | 4                     | 8                     | Vencedor              |
|                            | Segunda Liga                        | 1                     | 30                    | 16                    | 7                     | 7                     | 44                    | 20                    | Vice-Campeão          |
|                            | Segunda Divisão Extinta             | 9                     | 162                   | 106                   | 25                    | 31                    | 449                   | 211                   | Vice-Campeão          |
| Competições Internacionais |                                     |                       |                       |                       |                       |                       |                       |                       |                       |
|                            | Ql. Liga dos Campeões da UEFA       | 1                     | 2                     | 0                     | 1                     | 1                     | 1                     | 2                     | Play-Off              |
|                            | Liga Europa da UEFA                 | 14                    | 60                    | 15                    | 14                    | 31                    | 60                    | 89                    | 1/4 Final             |
|                            | Liga Conferência da UEFA            | 1                     | 1                     | 1                     | 0                     | 0                     | 3                     | 1                     | Fase de Liga          |
|                            | Taça das Taças Extinta              | 1                     | 2                     | 1                     | 0                     | 1                     | 1                     | 2                     | 1ª Eliminatória       |
|                            | Taça das Cidades com Feiras Extinta | 2                     | 8                     | 3                     | 2                     | 3                     | 12                    | 15                    | 2ª Eliminatória       |
|                            | Taça Intertoto Extinta              | 2                     | 12                    | 8                     | 0                     | 4                     | 26                    | 16                    | 2º Lugar no Grupo     |

 Atualizado em 18 de maio de 2024

#### Evolução das Classificações desde 1934/35

Evolução das classificações do Vitória SC desde 1938

Foi em 1934/35 a criação do primeiro campeonato profissional nos moldes da atual Liga Portugal e a equipa do Vitória SC conseguiu estrear-se na primeira divisão em 1941/42. Durante a maior parte de sua história o Vitória jogou na primeira divisão do campeonato português com exceção de dois períodos passados na segunda divisão (1955/56 até 1957/58 e 2006/07).
De realçar que só oito anos após a criação do campeonato português é que a competição foi alargada para 12 equipas, fruto da benesse da FPF em relação ao FC Porto pois este terminando na terceira posição no Campeonato Regional não poderia participar 1ª Divisão nesse mesmo ano, o que permitiu aos clubes campeões da AF Braga e da AF Aveiro participar no play-off que garantia a vaga de acesso à Primeira Divisão. Com efeito, o Vitória materializou a subida para a temporada de 1941/42 com uma vitória por 6–4 sobre o CF União de Lamas. Até então, os clubes destas associações só tinham acesso à Segunda Divisão (que era experimental até 1937/38) e ao Campeonato de Portugal que corresponde à atual Taça de Portugal.

## Prestações por Temporada
|           | Competições Nacionais                                                                                   | Competições Nacionais                                                                                   | Competições Nacionais                                                                                   | Competições Nacionais                                                                                   | Competições Nacionais                                                                                   | Competições Nacionais                                                                                   | Competições Nacionais                                                                                   | Competições Nacionais                                                                                   | Competições Nacionais                                                                                   | Competições Nacionais | Competições Nacionais      | Competições Nacionais      | Competições Europeias       | Competições Europeias | |
| Temporada | Liga | Pos. | J | V | E | D | GM | GS | Pts | Taça de Portugal      | Taça da Liga               | Supertaça                  | Competição                  | Resultado             | Notas |
| --------- | --- | --- | --- | --- | --- | --- | --- | --- | --- | --------------------- | -------------------------- | -------------------------- | --------------------------- | --------------------- | --- |
| 1934/35   | Na época de estreia da I e II Divisão não se qualificou para 2D através do Campeonato Regional de Braga | Na época de estreia da I e II Divisão não se qualificou para 2D através do Campeonato Regional de Braga | Na época de estreia da I e II Divisão não se qualificou para 2D através do Campeonato Regional de Braga | Na época de estreia da I e II Divisão não se qualificou para 2D através do Campeonato Regional de Braga | Na época de estreia da I e II Divisão não se qualificou para 2D através do Campeonato Regional de Braga | Na época de estreia da I e II Divisão não se qualificou para 2D através do Campeonato Regional de Braga | Na época de estreia da I e II Divisão não se qualificou para 2D através do Campeonato Regional de Braga | Na época de estreia da I e II Divisão não se qualificou para 2D através do Campeonato Regional de Braga | Na época de estreia da I e II Divisão não se qualificou para 2D através do Campeonato Regional de Braga | Antigo camp.port      |                            |                            |                             |                       | Campeões da AF Braga sem direito a vaga de acesso à 1.º Divisão (criado em 1934/35). O Campeão Regional de Braga só tinha acesso à 2.º Divisão (criada no mesmo ano). |
| 1935/36   | 2D | 2º | 6 | 4 | 1 | 1 | 22 | 5 | 9 | Antigo camp.port      |                            |                            |                             |                       | Campeões da AF Braga sem direito a vaga de acesso à 1.º Divisão (criado em 1934/35). O Campeão Regional de Braga só tinha acesso à 2.º Divisão (criada no mesmo ano). |
| 1936/37   | 2D | 2º | 6 | 4 | 0 | 2 | 19 | 10 | 8 | Antigo camp.port      |                            |                            |                             |                       | Campeões da AF Braga sem direito a vaga de acesso à 1.º Divisão (criado em 1934/35). O Campeão Regional de Braga só tinha acesso à 2.º Divisão (criada no mesmo ano). |
| 1937/38   | 2D | 2º | 6 | 3 | 1 | 2 | 16 | 12 | 7 | Antigo camp.port      |                            |                            |                             |                       | Campeões da AF Braga sem direito a vaga de acesso à 1.º Divisão (criado em 1934/35). O Campeão Regional de Braga só tinha acesso à 2.º Divisão (criada no mesmo ano). |
| 1938/39   | 2D Ap.C                                                                                                 | 1º M-F                                                                                                  | 10 2 | 8 1 | 2 0 | 0 1 | 33 5 | 6 2 | 18 - | 1/8 final             |                            |                            |                             |                       | Campeões da AF Braga sem direito a vaga de acesso à 1.º Divisão (criado em 1934/35). O Campeão Regional de Braga só tinha acesso à 2.º Divisão (criada no mesmo ano). |
| 1939/40   | 2D Ap.C                                                                                                 | 1º Q-F                                                                                                  | 10 1 | 8 0 | 2 1 | 0 0 | 35 2 | 8 2 | 18 - | Não jogou o desempate |                            |                            |                             |                       | Campeões da AF Braga sem direito a vaga de acesso à 1.º Divisão (criado em 1934/35). O Campeão Regional de Braga só tinha acesso à 2.º Divisão (criada no mesmo ano). |
| 1940/41   | 2D Ap.C                                                                                                 | 1º M-F                                                                                                  | 10 3 | 7 2 | 1 0 | 2 1 | 26 5 | 8 5 | 15 - | 1/4 final             |                            |                            |                             |                       | Promovido no Play-Off (6–4) |
| 1941/42   | 1D | 11º | 22 | 6 | 1 | 15 | 43 | 76 | 13 | Finalista             |                            |                            |                             |                       | |
| 1942/43   | 1D | 8º | 18 | 6 | 2 | 10 | 48 | 76 | 14 | 1/8 final             |                            |                            |                             |                       | |
| 1943/44   | 1D | 8º | 18 | 2 | 3 | 13 | 25 | 68 | 7 | 1/2 final             |                            |                            |                             |                       | |
| 1944/45   | 1D | 8º | 18 | 4 | 3 | 11 | 32 | 57 | 11 | 1/8 final             |                            |                            |                             |                       | |
| 1945/46   | 1D | 8º | 22 | 8 | 2 | 12 | 39 | 52 | 18 | 1/4 final             |                            |                            |                             |                       | |
| 1946/47   | 1D | 8º | 26 | 8 | 8 | 10 | 54 | 54 | 24 | Não realizada         |                            |                            |                             |                       | |
| 1947/48   | 1D | 7º | 26 | 10 | 4 | 12 | 44 | 56 | 24 | 1/16 final            |                            |                            |                             |                       | |
| 1948/49   | 1D | 6º | 26 | 11 | 4 | 11 | 47 | 50 | 26 | 1/8 final             |                            |                            |                             |                       | |
| 1949/50   | 1D | 11º | 26 | 7 | 7 | 12 | 45 | 59 | 21 | Não realizada         |                            |                            |                             |                       | |
| 1950/51   | 1D | 13º | 26 | 6 | 6 | 14 | 40 | 57 | 18 | 1/4 final             |                            |                            |                             |                       | |
| 1951/52   | 1D | 10º | 26 | 9 | 3 | 14 | 28 | 47 | 21 | 1/8 final             |                            |                            |                             |                       | |
| 1952/53   | 1D | 8º | 26 | 7 | 6 | 13 | 28 | 54 | 20 | 1/2 final             |                            |                            |                             |                       | |
| 1953/54   | 1D | 8º | 26 | 10 | 5 | 11 | 44 | 64 | 25 | 1/4 final             |                            |                            |                             |                       | |
| 1954/55   | 1D | 14º | 26 | 5 | 7 | 14 | 33 | 49 | 17 | 1/16 final            |                            |                            |                             |                       | Despromovido |
| 1955/56   | 2D Ap.C                                                                                                 | 2º | 26 10                                                                                                   | 18 6 | 2 1 | 6 3 | 69 18                                                                                                   | 38 15                                                                                                   | 38 13                                                                                                   | Não Participou        |                            |                            |                             |                       | Perdeu no Play-Off (1–1 / 0–1) |
| 1956/57   | 2D Ap.C                                                                                                 | 3º | 26 10                                                                                                   | 15 6 | 7 2 | 4 2 | 67 28                                                                                                   | 34 15                                                                                                   | 37 14                                                                                                   | Não Participou        |                            |                            |                             |                       | |
| 1957/58   | 2D Ap.C                                                                                                 | 1º 2º                                                                                                   | 26 10                                                                                                   | 19 5 | 3 2 | 4 3 | 82 22                                                                                                   | 35 16                                                                                                   | 41 12                                                                                                   | Não Participou        |                            |                            |                             |                       | Promovido no Play-Off (2–1 / 2–2) |
| 1958/59   | 1D | 5º | 26 | 13 | 3 | 10 | 59 | 55 | 29 | 1/8 final             |                            |                            |                             |                       | |
| 1959/60   | 1D | 7º | 26 | 8 | 7 | 11 | 47 | 43 | 23 | 1/4 final             |                            |                            |                             |                       | |
| 1960/61   | 1D | 4º | 26 | 14 | 2 | 10 | 48 | 44 | 30 | 1/8 final             |                            |                            |                             |                       | |
| 1961/62   | 1D | 9º | 26 | 9 | 4 | 13 | 44 | 47 | 22 | 1/2 final             |                            |                            |                             |                       | |
| 1962/63   | 1D | 6º | 26 | 12 | 3 | 11 | 47 | 43 | 27 | Finalista             |                            |                            |                             |                       | |
| 1963/64   | 1D | 4º | 26 | 16 | 2 | 8 | 62 | 42 | 34 | 1/8 final             |                            |                            |                             |                       | |
| 1964/65   | 1D | 7º | 26 | 12 | 5 | 9 | 44 | 36 | 29 | 1/8 final             |                            |                            |                             |                       | |
| 1965/66   | 1D | 4º | 26 | 14 | 5 | 7 | 58 | 47 | 33 | 1/16 final            |                            |                            |                             |                       | |
| 1966/67   | 1D | 6º | 26 | 11 | 4 | 11 | 35 | 40 | 26 | 1/8 final             |                            |                            |                             |                       | |
| 1967/68   | 1D | 6º | 26 | 12 | 3 | 11 | 31 | 34 | 27 | 1/4 final             |                            |                            |                             |                       | |
| 1968/69   | 1D | 3º | 26 | 13 | 10 | 3 | 46 | 17 | 36 | 1/4 final             |                            |                            |                             |                       | |
| 1969/70   | 1D | 5º | 26 | 12 | 4 | 10 | 38 | 36 | 28 | 1/4 final             |                            |                            | Taça das Cidades com Feiras | 2ª Elimin.            | |
| 1970/71   | 1D | 12º | 26 | 4 | 11 | 11 | 15 | 27 | 19 | 1/16 final            |                            |                            | Taça das Cidades com Feiras | 2ª Elimin.            | |
| 1971/72   | 1D | 6º | 30 | 11 | 8 | 11 | 49 | 47 | 30 | 1/8 final             |                            |                            |                             |                       | Estreia - Taça UEFA |
| 1972/73   | 1D | 6º | 30 | 11 | 11 | 8 | 38 | 38 | 33 | 1/8 final             |                            |                            |                             |                       | |
| 1973/74   | 1D | 6º | 30 | 10 | 11 | 9 | 36 | 34 | 31 | 1/16 final            |                            |                            | Taça Intertoto              | Finalista             | |
| 1974/75   | 1D | 5º | 30 | 16 | 6 | 8 | 64 | 36 | 38 | 1/8 final             |                            |                            |                             |                       | |
| 1975/76   | 1D | 6º | 30 | 13 | 10 | 7 | 49 | 32 | 36 | Finalista             |                            |                            | Taça Intertoto              | Finalista             | |
| 1976/77   | 1D | 9º | 30 | 10 | 6 | 14 | 39 | 38 | 26 | 1/8 final             |                            |                            |                             |                       | |
| 1977/78   | 1D | 6º | 30 | 12 | 7 | 11 | 33 | 28 | 31 | 1/32 final            |                            | Até aqui não foi realizada |                             |                       | |
| 1978/79   | 1D | 6º | 30 | 12 | 7 | 11 | 44 | 38 | 31 | 1/8 final             |                            |                            |                             |                       | |
| 1979/80   | 1D | 6º | 30 | 11 | 10 | 9 | 42 | 38 | 32 | 1/16 final            |                            |                            |                             |                       | |
| 1980/81   | 1D | 5º | 30 | 11 | 9 | 10 | 38 | 30 | 31 | 1/64 final            |                            |                            |                             |                       | |
| 1981/82   | 1D | 4º | 30 | 13 | 12 | 5 | 42 | 22 | 38 | 1/16 final            |                            |                            |                             |                       | |
| 1982/83   | 1D | 4º | 30 | 11 | 10 | 9 | 35 | 24 | 32 | 1/16 final            |                            |                            |                             |                       | |
| 1983/84   | 1D | 6º | 30 | 14 | 3 | 13 | 41 | 41 | 31 | 1/2 final             |                            |                            | Taça UEFA                   | 1ª Elimin.            | |
| 1984/85   | 1D | 9º | 30 | 9 | 7 | 14 | 33 | 39 | 25 | 1/8 final             |                            |                            |                             |                       | |
| 1985/86   | 1D | 4º | 30 | 16 | 8 | 6 | 51 | 29 | 40 | 1/8 final             |                            |                            |                             |                       | |
| 1986/87   | 1D | 3º | 30 | 14 | 13 | 3 | 45 | 22 | 41 | 1/4 final             |                            |                            | Taça UEFA                   | 1/4 final             | |
| 1987/88   | 1D | 14º | 38 | 11 | 11 | 16 | 48 | 50 | 33 | Finalista             |                            |                            | Taça UEFA                   | 3ª Elimin.            | |
| 1988/89   | 1D | 9º | 38 | 14 | 10 | 14 | 39 | 33 | 38 | 1/16 final            |                            | Vencedor                   | Taça das Taças              | 1ª Elimin.            | |
| 1989/90   | 1D | 4º | 34 | 17 | 11 | 6 | 46 | 28 | 45 | 1/2 final             |                            |                            |                             |                       | |
| 1990/91   | 1D | 9º | 38 | 12 | 10 | 16 | 31 | 40 | 34 | 1/8 final             |                            |                            | Taça UEFA                   | 1ª Elimin.            | |
| 1991/92   | 1D | 5º | 34 | 14 | 13 | 7 | 46 | 35 | 41 | 1/16 final            |                            |                            |                             |                       | |
| 1992/93   | 1D | 11º | 34 | 14 | 3 | 17 | 41 | 53 | 31 | 1/2 final             |                            |                            | Taça UEFA                   | 2ª Elimin.            | |
| 1993/94   | 1D | 7º | 34 | 11 | 11 | 12 | 30 | 31 | 33 | 1/16 final            |                            |                            |                             |                       | |
| 1994/95   | 1D | 4º | 34 | 16 | 10 | 8 | 54 | 43 | 42 | 1/16 final            |                            |                            |                             |                       | |
| 1995/96   | 1D | 5º | 34 | 19 | 5 | 10 | 55 | 39 | 62 | 1/4 final             |                            |                            | Taça UEFA                   | 2ª Elimin.            | |
| 1996/97   | 1D | 5º | 34 | 15 | 8 | 11 | 51 | 46 | 53 | 1/32 final            |                            |                            | Taça UEFA                   | 2ª Elimin.            | |
| 1997/98   | 1D | 3º | 34 | 17 | 8 | 9 | 42 | 25 | 59 | 1/32 final            |                            |                            | Taça UEFA                   | 1ª Elimin.            | |
| 1998/99   | 1D | 7º | 34 | 14 | 8 | 12 | 53 | 41 | 50 | 1/16 final            |                            |                            | Taça UEFA                   | 1ª Elimin.            | Taça das Taças foi Extinta |
| 1999/00   | 1D | 7º | 34 | 14 | 6 | 14 | 48 | 43 | 48 | 1/4 final             |                            |                            |                             |                       | |
| 2000/01   | 1D | 15º | 34 | 9 | 9 | 16 | 41 | 49 | 36 | 1/32 final            |                            |                            |                             |                       | |
| 2001/02   | 1D | 9º | 34 | 11 | 9 | 14 | 35 | 41 | 42 | 1/16 final            |                            |                            |                             |                       | |
| 2002/03   | 1D | 4º | 34 | 14 | 8 | 12 | 47 | 46 | 50 | 1/8 final             |                            |                            |                             |                       | |
| 2003/04   | 1D | 14º | 34 | 9 | 10 | 15 | 31 | 40 | 37 | 1/16 final            |                            |                            |                             |                       | |
| 2004/05   | 1D | 5º | 34 | 15 | 9 | 10 | 38 | 29 | 54 | 1/8 final             |                            |                            |                             |                       | |
| 2005/06   | 1D | 17º | 34 | 8 | 10 | 16 | 28 | 41 | 34 | 1/2 final             |                            |                            | Taça UEFA                   | Fase de Grupos        | Despromovido |
| 2006/07   | 2D | 2º | 30 | 16 | 7 | 7 | 44 | 20 | 55 | 1/128                 | Até aqui não foi realizada |                            |                             |                       | Promovido |
| 2007/08   | 1D | 3º | 30 | 15 | 8 | 7 | 35 | 31 | 53 | 1/8 final             | 3ª Elimin.                 |                            |                             |                       | |
| 2008/09   | 1D | 8º | 30 | 10 | 8 | 12 | 32 | 36 | 38 | 1/4 final             | 1/2 final                  |                            | Liga dos Campeões           | 3ª Pré-Elimin.        | |
| 2008/09   | 1D | 8º | 30 | 10 | 8 | 12 | 32 | 36 | 38 | 1/4 final             | 1/2 final                  | Taça UEFA                  | 1ª Elimin.                  |                       | |
| 2009/10   | 1D | 6º | 30 | 11 | 8 | 11 | 31 | 34 | 41 | 1/8 final             | Fase de Grupos             |                            |                             |                       | Nome muda para Liga Europa |
| 2010/11   | 1D | 5º | 30 | 12 | 7 | 11 | 36 | 36 | 43 | Finalista             | Fase de Grupos             |                            |                             |                       | |
| 2011/12   | 1D | 6º | 30 | 14 | 3 | 13 | 40 | 40 | 45 | 1/16 final            | Fase de Grupos             | Finalista                  | Liga Europa                 | Play-Off              | |
| 2012/13   | 1D | 9º | 30 | 11 | 7 | 12 | 36 | 47 | 40 | Vencedor              | Fase de Grupos             |                            |                             |                       | |
| 2013/14   | 1D | 10º | 30 | 10 | 5 | 15 | 30 | 35 | 35 | 1/16 final            | 1ª Elimin.                 | Finalista                  | Liga Europa                 | Fase de Grupos        | |
| 2014/15   | 1D | 5º | 34 | 15 | 10 | 9 | 50 | 35 | 55 | 1/16 final            | Fase de Grupos             |                            |                             |                       | |
| 2015/16   | 1D | 10º | 34 | 9 | 13 | 12 | 45 | 53 | 40 | 1/32 final            | 2ª Elimin.                 |                            | Liga Europa                 | 3ªPré-Elimin.         | |
| 2016/17   | 1D | 4º | 34 | 18 | 8 | 8 | 50 | 39 | 62 | Finalista             | Fase de Grupos             |                            |                             |                       | |
| 2017/18   | 1D | 9º | 34 | 13 | 4 | 17 | 45 | 56 | 43 | 1/8 final             | Fase de Grupos             | Finalista                  | Liga Europa                 | Fase de Grupos        | |
| 2018/19   | 1D | 5º | 34 | 15 | 7 | 12 | 46 | 34 | 52 | 1/4 final             | 2ª Elimin.                 |                            |                             |                       | |
| 2019/20   | 1D | 7º | 34 | 13 | 11 | 10 | 53 | 38 | 50 | 1/32 final            | 1/2 final                  |                            | Liga Europa                 | Fase de Grupos        | |
| 2020/21   | 1D | 7º | 34 | 12 | 7 | 15 | 37 | 44 | 43 | 1/16 final            | 1/4 final                  |                            |                             |                       | |
| 2021/22   | 1D | 6º | 34 | 13 | 9 | 12 | 50 | 41 | 48 | 1/16 final            | Fase de Grupos             |                            |                             |                       | Estreia - Liga Conferência |
| 2022/23   | 1D | 6º | 34 | 16 | 5 | 13 | 34 | 39 | 53 | 1/8 final             | Fase de Grupos             |                            | Liga Conferência            | 3ªPré-Elimin.         | |
| 2023/24   | 1D | 5º | 34 | 19 | 6 | 9 | 52 | 38 | 63 | 1/2 final             | 2ª Elimin.                 |                            | Liga Conferência            | 2ª Pré-Elimin.        | |
| 2024/25   | 1D | 6º | 34 | 14 | 12 | 8 | 47 | 37 | 54 | 1/8 final             | 1/4 final                  |                            | Liga Conferência            | 1/8 final             | |

Legenda: 
 Pos. = Posição na Tabela de Classificação; J = Partidas Jogadas; V = Vitórias; E = Empates; D = Derrotas; 
  GF = Golos a Favor; GS = Golos Sofridos; Pts = Pontuação Final; Ap.C = Apuramento de Campeão
| Campeão | Vice-campeão | Meia-final | Promoção | Despromoção |

 Atualizado em 19 de maio de 2025

## Prestações nas Competições Europeias
| Temporada | Competição                  | Eliminatória        | Adversário               | Casa      | Fora      | Agregado    |
| --------- | --------------------------- | ------------------- | ------------------------ | --------- | --------- | ----------- |
| 1969/70   | Taça das Cidades com Feiras | 1ª eliminatória     | Baník Ostrava            | 1–0       | 1–1       | 2–1         |
| 1969/70   | Taça das Cidades com Feiras | 2ª eliminatória     | Southampton              | 3–3       | 1–5       | 4–8         |
| 1970/71   | Taça das Cidades com Feiras | 1ª eliminatória     | Angoulême                | 3–0       | 1–3       | 4–3         |
| 1970/71   | Taça das Cidades com Feiras | 2ª eliminatória     | Hibernian                | 2–1       | 0–2       | 2–3         |
| 1973/74   | Taça Intertoto              | Grupo 2             | Djurgårdens              | 5–0       | 1–3       | 2º Lugar    |
| 1973/74   | Taça Intertoto              | Grupo 2             | Neuchâtel Xamax          | 5–2       | 1–0       | 2º Lugar    |
| 1973/74   | Taça Intertoto              | Grupo 2             | Hamburgo                 | 3–1       | 0–2       | 2º Lugar    |
| 1975/76   | Taça Intertoto              | Grupo 7             | KV Oostende              | 4–1       | 0–2       | 2º Lugar    |
| 1975/76   | Taça Intertoto              | Grupo 7             | Holbæk B&I               | 4–0       | 2–1       | 2º Lugar    |
| 1975/76   | Taça Intertoto              | Grupo 7             | FK Inter Bratislava      | 1–0       | 0–4       | 2º Lugar    |
| 1983/84   | Taça UEFA                   | 1ª eliminatória     | Aston Villa              | 1–0       | 0–5       | 1–5         |
| 1986/87   | Taça UEFA                   | 1ª eliminatória     | Sparta Praga             | 2–1       | 1–1       | 3–2         |
| 1986/87   | Taça UEFA                   | 2ª eliminatória     | Atlético Madrid          | 2–0       | 0–1       | 2–1         |
| 1986/87   | Taça UEFA                   | 3ª eliminatória     | FC Groningen             | 3–0       | 0–1       | 3–1         |
| 1986/87   | Taça UEFA                   | 1/4 final           | Borussia Mönchengladbach | 2–2       | 0–3       | 2–5         |
| 1987/88   | Taça UEFA                   | 1ª eliminatória     | FC Tatabánya             | 1–0       | 1–1       | 2–1         |
| 1987/88   | Taça UEFA                   | 2ª eliminatória     | KSV Beveren              | 1–0       | 0–1 (pro) | 1–1 (5–4 p) |
| 1987/88   | Taça UEFA                   | 3ª eliminatória     | TJ Vitkovice             | 2–0       | 0–2 (pro) | 2–2 (4–5 p) |
| 1988/89   | Taça das Taças              | 1ª eliminatória     | Roda JC                  | 1–0       | 0–2       | 1–2         |
| 1990/91   | Taça UEFA                   | 1ª eliminatória     | Fenerbahçe               | 2–3       | 0–3       | 2–6         |
| 1992/93   | Taça UEFA                   | 1ª eliminatória     | Real Sociedad            | 3–0       | 0–2       | 3–2         |
| 1992/93   | Taça UEFA                   | 2ª eliminatória     | Ajax                     | 0–3       | 1–2       | 1–5         |
| 1995/96   | Taça UEFA                   | 1ª eliminatória     | Standard Liège           | 3–1       | 0–0       | 3–1         |
| 1995/96   | Taça UEFA                   | 2ª eliminatória     | Barcelona                | 0–4       | 0–3       | 0–7         |
| 1996/97   | Taça UEFA                   | 1ª eliminatória     | Parma                    | 2–0       | 1–2       | 3–2         |
| 1996/97   | Taça UEFA                   | 2ª eliminatória     | Anderlecht               | 1–1       | 0–0       | 1–1 (gf)    |
| 1997/98   | Taça UEFA                   | 1ª eliminatória     | Lazio                    | 0–4       | 1–2       | 1–6         |
| 1998/99   | Taça UEFA                   | 1ª eliminatória     | Celtic                   | 1–2       | 1–2       | 2–4         |
| 2005/06   | Taça UEFA                   | 1ª eliminatória     | Wisła Kraków             | 3–0       | 1–0       | 4–0         |
| 2005/06   | Taça UEFA                   | Grupo H             | Zenit St. Petersburg     | —         | 1–2       | 5º Lugar    |
| 2005/06   | Taça UEFA                   | Grupo H             | Bolton Wanderers         | 1–1       | —         | 5º Lugar    |
| 2005/06   | Taça UEFA                   | Grupo H             | Sevilla                  | —         | 1–3       | 5º Lugar    |
| 2005/06   | Taça UEFA                   | Grupo H             | Beşiktaş                 | 1–3       | —         | 5º Lugar    |
| 2008/09   | Liga dos Campeões           | 3ª Pré-eliminatória | FC Basileia              | 0–0       | 1–2       | 1–2         |
| 2008/09   | Taça UEFA                   | 1ª eliminatória     | Portsmouth               | 2–2       | 0–2       | 2–4         |
| 2011/12   | Liga Europa                 | 3ª Pré-eliminatória | Midtjylland              | 2–1       | 0–0       | 2–1         |
| 2011/12   | Liga Europa                 | Play-Off            | Atlético Madrid          | 0–4       | 0–2       | 0–6         |
| 2013/14   | Liga Europa                 | Grupo I             | Lyon                     | 1–2       | 1–1       | 3º Lugar    |
| 2013/14   | Liga Europa                 | Grupo I             | Real Betis               | 0–1       | 0–1       | 3º Lugar    |
| 2013/14   | Liga Europa                 | Grupo I             | Rijeka                   | 4–0       | 0–0       | 3º Lugar    |
| 2015/16   | Liga Europa                 | 3ª Pré-eliminatória | SCR Altach               | 1–4       | 1–2       | 2–6         |
| 2017/18   | Liga Europa                 | Grupo I             | Marselha                 | 1–0       | 1–2       | 4º Lugar    |
| 2017/18   | Liga Europa                 | Grupo I             | Konyaspor                | 1–1       | 1–2       | 4º Lugar    |
| 2017/18   | Liga Europa                 | Grupo I             | Red Bull Salzburg        | 1–1       | 0–3       | 4º Lugar    |
| 2019/20   | Liga Europa                 | 2ª Pré-eliminatória | Jeunesse Esch            | 4–0       | 1–0       | 5–0         |
| 2019/20   | Liga Europa                 | 3ª Pré-eliminatória | FK Ventspils             | 6–0       | 3–0       | 9–0         |
| 2019/20   | Liga Europa                 | Play-Off            | Steaua Bucareste         | 1–0       | 0–0       | 1–0         |
| 2019/20   | Liga Europa                 | Grupo F             | Arsenal                  | 1–1       | 2–3       | 4º Lugar    |
| 2019/20   | Liga Europa                 | Grupo F             | Eintracht Frankfurt      | 0–1       | 3–2       | 4º Lugar    |
| 2019/20   | Liga Europa                 | Grupo F             | Standart Liège           | 1–1       | 0–2       | 4º Lugar    |
| 2022/23   | Liga Conferência            | 2ª Pré-eliminatória | Puskás Akadémia          | 3–0       | 0–0       | 3–0         |
| 2022/23   | Liga Conferência            | 3ª Pré-eliminatória | Hajduk Split             | 1–0       | 1–3       | 2–3         |
| 2023/24   | Liga Conferência            | 2ª Pré-eliminatória | NK Celje                 | 0–1 (pro) | 4–3       | 4–4 (2–4 p) |
| 2024/25   | Liga Conferência            | 2ª Pré-eliminatória | Floriana FC              | 1–0       | 4–0       | 5–0         |
| 2024/25   | Liga Conferência            | 3ª Pré-eliminatória | FC Zürich                | 3–0       | 2–0       | 5–0         |
| 2024/25   | Liga Conferência            | Play-Off            | Zrinjski Mostar          | 3–0       | 4–0       | 7–0         |
| 2024/25   | Liga Conferência            | Fase de Liga        | NK Celje                 | 3–1       | —         | 2º Lugar    |
| 2024/25   | Liga Conferência            | Fase de Liga        | Djurgarden IF            | —         | 2–1       | 2º Lugar    |
| 2024/25   | Liga Conferência            | Fase de Liga        | FK Mladá Boleslav        | 2–1       | —         | 2º Lugar    |
| 2024/25   | Liga Conferência            | Fase de Liga        | Astana FC                | —         | 1–1       | 2º Lugar    |
| 2024/25   | Liga Conferência            | Fase de Liga        | St. Gallen               | —         | 4–1       | 2º Lugar    |
| 2024/25   | Liga Conferência            | Fase de Liga        | ACF Fiorentina           | 1–1       | —         | 2º Lugar    |
| 2024/25   | Liga Conferência            | 1/8 final           | Real Betis               | 0–4       | 2–2       | 2–6         |

 Atualizado em 2 de julho de 2024

## Recordes

#### Outros recordes
| Marcadores - "Melhor Marcador do VSC" - em um só jogo / Campeonato de Portugal Djalma Freitas - (1965/66), 6 golos / 1 jogo. → Campeonato Nacional da 1ª Divisão da época de 1965/66 (Vitória SC 6 - 2 SC Braga) → jogo disputado no Estádio Municipal de Guimarães. - "Melhor Marcador do VSC" - em dois jogos, numa só época com a mesma equipa / Campeonato de Portugal Djalma Freitas - (1965/66), 11 golos / 2 jogos. → Campeonato Nacional da 1ª Divisão da época de 1965/66 (Vitória SC 6 - 2 SC Braga e SC Braga 3 - 5 Vitória SC) → jogos disputados no Estádio Municipal de Guimarães (1ª volta) e no Estádio 28 de Maio, hoje denominado Estádio 1º de Maio (2ª volta). - "Melhor Marcador do VSC" - em jogos / Campeonato de Portugal Tito [en] - (1971-1972 a 1977-1978), 83 golos / 202 jogos. → Campeonato Nacional da 1ª Divisão da época de 1971/72 a 1977/78 83 golos no Campeonato Nacional da 1ª Divisão a representar o Vitória SC. Jogos / épocas - "Mais jogos pelo VSC" - Campeonato de Portugal N'Dinga Mbote [en] - (1986/87) a (1995/96), 286 jogos / 10 épocas consecutivas. → Campeonato Nacional da 1ª Divisão da época de 1986/87 à época 1995/96 286 jogos disputados pelo Vitória SC. - "Mais épocas pelo VSC" - Campeonato de Portugal Daniel Barreto - (1953/54) a (1969/70), 17 épocas consecutivas, sendo a 1ª como júnior. → Campeonato Nacional de Júniores na época de 1953/54 (1) → Campeonato Nacional da 1ª Divisão na época de 1954/55 (1) → Campeonato Nacional da 2ª Divisão da época de 1955/56 a 1957/58 (3) → Campeonato Nacional da 1ª Divisão da época de 1958/59 a 1969/70 (13) 17 épocas consecutivas a representar o Vitória SC. - "Marcador mais jovem pelo VSC" - Campeonato de Portugal Daniel Barreto - (1954/55), época 1954/55, aos 17 anos de idade. → Campeonato Nacional da 1ª Divisão na época de 1954/55 (Vitória SC 2 - 1 SL Benfica) → idade / 17 anos 1 golo na estreia como sénior com a camisola do Vitória SC (jogo realizado no Campo da Amorosa, na época de 1954/55, 2ª jornada da 2ª volta do Campeonato Nacional da 1ª Divisão, contra o SL Benfica que se viria a sagrar Campeão Nacional, num jogo que o Vitória venceu os encarnados por 2-1, sendo um dos golos vitorianos da autoria precisamente de Daniel). - "Bola de Prata" - Melhor Marcador do Campeonato de Portugal Edmur Ribeiro - 1959/60 (25 golos / 26 jogos). Paulinho Cascavel - 1986/87 (22 golos / 30 jogos). |

| Classificações - Melhor Posição na 1º Divisão 3º Lugar (1968/69, 1986/87, 1997/98, 2007/08) - Pior Posição na 1º Divisão 17º Lugar (2005/06) → Campeonato Nacional da 1ª Divisão, disputado entre 18 equipas. 14º Lugar (1954/55) → Campeonato Nacional da 1ª Divisão, disputado entre 14 equipas. Jogos - Maior vitória na I Divisão em casa Vitória SC - Boavista FC (1946/47) 8 - 0 Vitória SC - Torreense (1958/59) 8 - 0 - Maior vitória na I Divisão fora FC Famalicão - Vitória SC (2019/20) 0 - 7 - Maior derrota na I Divisão em casa Vitória SC - Vitória FC (1943/44) 0 - 8 - Maior derrota na I Divisão fora CF Os Unidos - Vitória SC (1942/43) 14 - 0 Pontos - Com mais pontos (2 pontos por vitória) 45 (1989/90) - Com mais pontos (3 pontos por vitória) 62 (1995/96) 62 (2016/17) 63 (2023/24) - Com menos pontos (2 pontos por vitória) 7 (1943/44) - Com menos pontos (3 pontos por vitória) 34 (2005/06) Golos - Com mais golos marcados 64 (1974/75) - Com mais golos sofridos 76 (1941/42 e 1942/43) - Com menos golos marcados 15 (1970/71) - Com menos golos sofridos 17 (1968/69) |

#### Outras Informações
- O Vitória é o 4.º clube com mais presenças (80) no escalão máximo do Futebol português após FC Porto, Sporting CP, SL Benfica (totalistas, 90), sendo também o 4.º clube com mais épocas seguidas no escalão máximo do Futebol português (48), entre 1958 e 2006, e o clube português com menos descidas de divisão exceto os chamados "três grandes", apenas 2 vezes em 1955 até 1958 (3 épocas) e 2006 até 2007 (1 época).[13]
- É o 6.º clube com mais presenças na Taça de Portugal (81), após Académica de Coimbra, FC Porto, Sporting CP e SL Benfica (totalistas 85) e CF Os Belenenses (82), tendo disputado sete finais (1941/42, 1962/63, 1975/76, 1987/88, 2010/11, 2016/17) e conquistado um (época 2012/13).
- É o 5.º clube com mais presenças, a par do Boavista FC, e melhor performance na Supertaça de Portugal, tendo disputado quatro vezes o troféu e conquistado um (época 1987/88).
- Em termos internacionais, disputou por uma vez (em 2008/09) a 3.ª pré-eliminatória da Liga dos Campeões, sendo o 5.º clube português com mais presenças em competições internacionais oficiais e também o 5.º com mais jogos oficiais disputados (102).
- O Vitória é, desde 2024/25, o clube português com mais vitórias consecutivas nas competições UEFA. O recorde de 9 vitórias consecutivas foi estabelecido em casa diante o FK Mladá Boleslav por 2–1.[14] Ainda no decorrer dessa época, o Vitória estabeleceu outro recorde de 13 jogos consecutivos sem perder no empate por 2–2 diante o Real Betis.[15]